# Schizocoleus iljinskiensis
Schizocoleus iljinskiensis is een keversoort uit de familie Schizocoleidae. De wetenschappelijke naam van de soort is voor het eerst geldig gepubliceerd in 1961 door Rohdendorf.